# 愛新覚羅胤禔
愛新覚羅 胤禔（あいしんかくら いんし、満洲語:ᠠᡞᠰᡞᠨ ᡤᡞᠣᠷᠣ
ᠶᡡᠨ ᡷᡳ、aisin-gioro in-jy、1672年3月12日 - 1735年1月7日）は、康熙帝の長男。母は恵妃のナラ氏。名は雍正帝の即位後に允禔と改めている。

## 生涯
庶出子のために立太子されなかったが、才気に富み、対ジュンガル戦で活躍した。父帝の信任も篤く、多羅直郡王、鑲藍旗の旗主に封じられた。
康熙47年（1708年）、太子の胤礽（康熙帝の嫡出子で次男）が廃位・投獄された。胤禔は、廃太子の監視、塞外や都の治安を一任された。新太子を自認して得意のあまり、胤禔は胤礽の誅殺を扇動されると自ら進んで加担しようとした。この行動が父帝の怒りを買い、チベット僧に依頼して胤礽に対する呪詛を行ったことが胤祉（康熙帝の三男）によって暴露されると、王位を剥奪され自宅軟禁に処せられた。
雍正帝（康熙帝の四男）の時代も軟禁を継続され、雍正12年12月14日（1735年1月7日）に死去した。